# HD 189684
HD 189684，又名BD+45 3025，SAO 49058、HR 7646，是一颗恒星，视星等为5.92，位于銀經80.53，銀緯8.37，其B1900.0坐标为赤經19h 56m 11.9s，赤緯+45° 8.37′ 57″。